# Interrupce v Andoře
Interrupce v Andoře je ve všech případech nezákonná. Andorra a Malta jsou jediné evropské země, kde jsou potraty nezákonné, dokonce i kdyby měly zachránit život matky.
V Andoře hrozí ženě, která si sama vyvolá potrat nebo dá souhlas jiné osobě k provedení potratu, až dva a půl roku vězení. Osobě, která provede potrat se souhlasem těhotné ženy, hrozí trest odnětí svobody až na čtyři roky; pokud je lékařem a potratí dítě za účelem finančního zisku, je maximální trest šest let vězení. Pokud je ukončení těhotenství provedeno bez souhlasu těhotné ženy, je maximální trest deset let vězení. Pokud těhotná žena zemře v důsledku potratu, je maximální trest 12 let vězení. 
V zákoně nejsou popsány žádné výslovné výjimky ze zákazu.
Ženy v Andoře, které se rozhodnou ukončit těhotenství, obvykle odcházejí buď do sousedního Španělska, nebo do Francie.
V roce 2018 se hnutí za legalizaci potratů v Andoře snažilo přimět k zásahu papeže Františka. Protože biskup z Urgell, Joan Enric Vives Sicília, je spolu-knížetem knížectví, jeho schválení legalizace potratů by podle papeže mělo za následek jeho abdikaci a konec podpory Svatého stolce. Tato situace by mohla mít dopad na vládu Andorry a její nezávislost na Španělsku a Francii.